# Цзя Чжаньбо
Цзя Чжаньбо́ (кит. упр. 贾占波, пиньинь Jiǎ Zhānbō, р.15 марта 1974) — китайский стрелок, олимпийский чемпион.
Цзя Чжаньбо родился в 1984 году в Синьяне провинции Хэнань. В 1988 году он поступил в местное спортивное училище, где стал заниматься стрельбой. Начиная с 1997 года несколько раз то входил в национальную сборную, то возвращался в сборную провинции. На Олимпийских играх 2004 года в Афинах завоевал золотую медаль на дистанции 50 м в стрельбе из винтовки с трёх положений.